# Редондо-Біч (Каліфорнія)
Редондо-Біч (англ. Redondo Beach) — прибережне місто (англ. city) в США, в окрузі Лос-Анджелес штату Каліфорнія. Населення — 71 576 осіб (2020).
Спочатку територія міста була частиною ранчо Сан-Педро, землі, що належала Іспанії. Місто має незвичайну форму через включених до його складу пляжів. Основні визначні пам'ятки — міський причал та піщані пляжі, привертають безліч туристів та шанувальників спорту. У північній частині міста розташований західний термінал зеленої гілки метро Лос-Анджелеса.

## Географія
Редондо-Біч розташоване за координатами 33°51′25″ пн. ш. 118°22′38″ зх. д. / 33.85694° пн. ш. 118.37722° зх. д. (33.856817, -118.377137).  За даними Бюро перепису населення США в 2010 році місто мало площу 16,08 км², з яких 16,05 км² — суходіл та 0,03 км² — водойми.

## Демографія
Згідно з переписом 2010 року, у місті мешкало 66 748 осіб у 29 011 домогосподарстві у складі 16 229 родин. Густота населення становила 4151 особа/км².  Було 30609 помешкань (1904/км²).
Расовий склад населення:
| - 74,6 % — білих - 12,0 % — азіатів - 2,8 % — чорних або афроамериканців - 0,4 % — корінних американців - 0,3 % — вихідців з тихоокеанських островів - 4,1 % — осіб інших рас |

До двох чи більше рас належало 5,8 %. Частка іспаномовних становила 15,2 % від усіх жителів.
За віковим діапазоном населення розподілялося таким чином: 19,3 % — особи молодші 18 років, 70,2 % — особи у віці 18—64 років, 10,5 % — особи у віці 65 років та старші. Медіана віку мешканця становила 39,3 року. На 100 осіб жіночої статі у місті припадало 99,1 чоловіків;  на 100 жінок у віці від 18 років та старших — 97,2 чоловіків також старших 18 років.
Середній дохід на одне домашнє господарство  становив 126 264 долари США (медіана — 105 145), а середній дохід на одну сім'ю — 145 745 доларів (медіана — 122 895). Медіана доходів становила 91 583 долари для чоловіків та 66 094 долари для жінок. За межею бідності перебувало 4,7 % осіб, у тому числі 2,9 % дітей у віці до 18 років та 6,5 % осіб у віці 65 років та старших.
Цивільне працевлаштоване населення становило 37 596 осіб. Основні галузі зайнятості: освіта, охорона здоров'я та соціальна допомога — 19,3 %, науковці, спеціалісти, менеджери — 14,7 %, виробництво — 14,6 %.

## Відомі люди
- Майкл Дудікофф (* 1954) — американський актор
- Джек Блек (* 1969 року) — американський актор, комік і музикант.